# C'h
C’h – zapis składający się z dwóch liter i apostrofu. Powstał z połączenia znaków C, ’ oraz H. Występuje w alfabecie bretońskim – odmianie alfabetu łacińskiego używanego przez Bretończyków do zapisu języka bretońskiego w części Francji, Bretanii na Półwyspie Bretońskim. W międzynarodowym alfabecie fonetycznym (IPA), dźwięk ten w wymowie bezdźwięcznej jest oznaczany znakiem [x], natomiast dźwięcznej [ɣ].

## Inny zapis
W pisowni komputerowej można napotkać znak pod postacią zapisu c'h ze względu na brak dostępu klawiatury do apostrofu.